# Muscle anconé
Le muscle anconé est un muscle triangulaire de l'avant-bras sur la face postérieure du coude. Il est situé dans la partie profonde de la loge antébrachiale postérieure.

## Origine
Le muscle anconé se fixe en haut sur le sommet et la face postérieure de l'épicondyle latéral de l'humérus.

## Trajet
Le muscle anconé se dirige de haut en bas et de dehors en dedans, juste au-dessus du muscle extenseur ulnaire du carpe. Il a une forme triangulaire car son implantation sur l'ulna est plus large que son insertion sur l'humérus.

## Insertion
Le muscle anconé se termine en bas sur la face latérale de l'olécrane et le tiers proximal de la face postérieure de l'extrémité supérieure de l'ulna.

## Innervation
Le muscle anconé est innervé une branche du nerf du chef médial du muscle triceps brachial qui est un rameau musculaire du nerf radial.

## Action
Le muscle anconé permet l'extension de l'avant-bras sur le bras.

## Anatomie comparée
La qualification du muscle anconé chez les humains est injustifiable en anatomie comparée. En effet, chez la plupart des espèces, ce muscle s'étend à la face profonde du chef latéral du triceps brachial et avec lequel il tend à se confondre ; on parle alors de chef intermédiaire ou d'anconé intermédiaire. Il est d'ailleurs tout aussi inapproprié de parler de triceps brachial chez des taxons comme les ongulés et les carnivores  car le "triceps brachial" forme en réalité un muscle quadricipital (chef latéral, chef long, chef médial et chef intermédiaire). Ainsi les anatomistes préfèrent parler de long anconé à la place du chef long, d'anconé latéral à la place du chef latéral, d'anconé médial à la place du chef médial et d'anconé intermédiaire à la place de l'anconé stricto sensu.

## Galerie

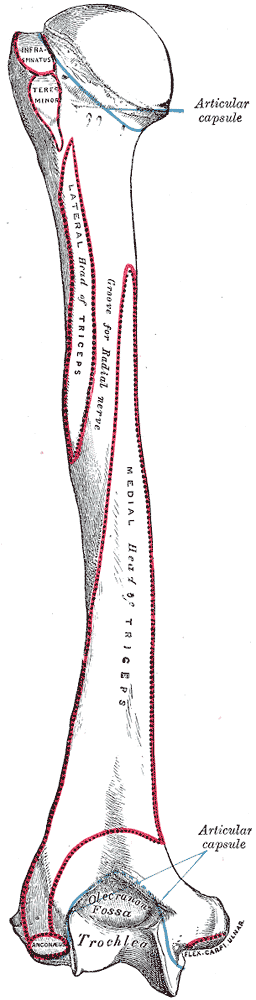
Origine humérale du muscle anconé (Anconaeus)
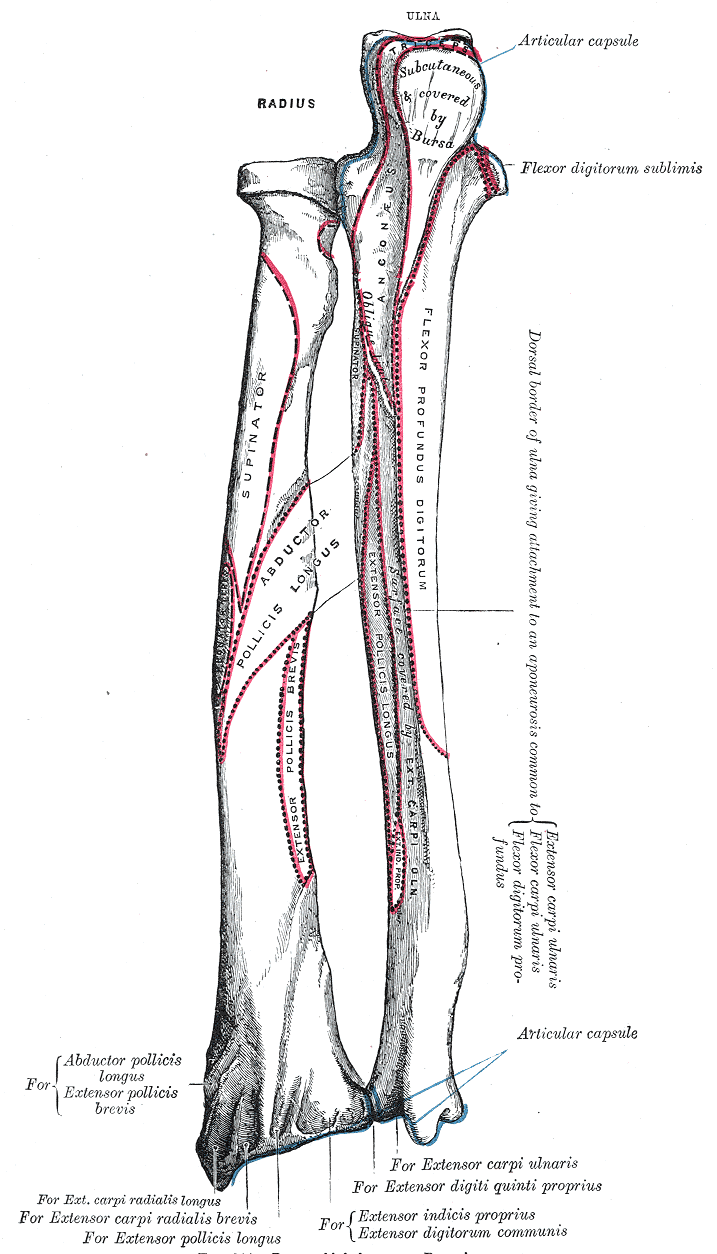
Insertion ulnaire du muscle anconé (Anconaeus)